# جيمي بارتل
جيمي بارتل (بالإنجليزية: Jimmy Bartel)‏ هو لاعب كرة قدم أسترالية أسترالي، ولد في 4 ديسمبر 1983 في غيلونغ في أستراليا.

## وصلات خارجية
- جيمي بارتل على موقع AustralianFootball.com (الإنجليزية)
- جيمي بارتل على موقع AFLtables.com (الإنجليزية)